# Haruku
Haruku (indonesisch Pulau Haruku), früher auch Oma und Buwangberi genannt, ist eine 178 km² große indonesische Insel im Südwesten von Seram in der Provinz Maluku und gehört zu den Lease-Inseln.
Haruku bildet einen Distrikt (Kecamatan) des Regierungsbezirks (Kabupaten) der Zentralmolukken.
Benachbart ist im Westen die Insel Ambon, im Osten Saparua. Wie auf den meisten Inseln der Molukken werden Gewürze, Muskat, Gewürznelkenbäume, Curry, Kümmel und Ingwer angebaut bzw. produziert.
Als erste Europäer erreichten 1527 Portugiesen Haruku, Holländer folgten 1590. Eine besondere Rolle spielte Haruku im Zweiten Weltkrieg, als Japaner ein Arbeitslager für kriegsgefangene Australier und Briten einrichteten.